# Лука Кржалоський
Лука Кржалоський (мак. Лука Кржалоски; 20 жовтня 1992, Скоп'є) - македонський політик, президент Союзу молодіжних сил ВМРО-ДПМНЕ,  колишній директор Офіційного вісника Республіки Македонія.

## Біографія
Лука Кржалоський народився у Скоп'є 20 жовтня 1992 року. Закінчив середню школу «Йосип Броз Тіто» у Скоп'є, навчався на економічному факультеті кафедри менеджменту. В даний час вона є магістерською програмою маркетингу на економічному факультеті в Скоп'є. 
Кржалоський розпочав свою політичну кар’єру членом Виконавчого комітету Молодіжного союзу ВМРО-ДПМНЕ в 2011 році. Обіймав багато громадських партійних функцій, серед яких: директор Офіційного вісника ПМ РМ, радник Ради міста Скоп'є, член Виконавчого комітету ВМРО-ДПМНЕ та інші. 

## Зовнішні посилання
- Офіційний вебсайт політичної партії ВМРО-ДПМНЕ